# Pomaria fruticosa
Pomaria fruticosa là một loài thực vật có hoa trong họ Đậu. Loài này được (S.Watson) B.B.Simpson miêu tả khoa học đầu tiên.